# پورودورجیین سردمبا
پورودورجیین سردمبا (مغولی: Пүрэвдоржийн Сэрдамба؛ زادهٔ ۱۸ آوریل ۱۹۸۵) ورزشکار بوکس اهل مغولستان است.
وی در مسابقات کشوری و بین‌المللی در مجموع برندهٔ ۳ مدال طلا، ۱ مدال نقره، ۲ مدال برنز شده‌است.